# Peio Uralde
Peio Uralde Hernáez (Vitoria, 2 de marzo de 1958), más conocido como Uralde, es un exfutbolista español. Jugaba en el puesto de delantero centro. A lo largo de su carrera deportiva, logró 112 goles en Primera División con la Real Sociedad, Atlético de Madrid, Athletic Club y Deportivo de la Coruña.

## Trayectoria
Sus primeros pasos como futbolista los dio en equipos locales de su ciudad natal, como el C.D. Ariznabarra y el Aurrera de Vitoria, de donde fue fichado con 18 años por la Real Sociedad de Fútbol e integrado en su equipo filial, el San Sebastián.
El debut de Pello Uralde en Primera división se produjo, el 3 de febrero de 1980, en una histórica goleada por 4-0 de la Real Sociedad frente a su gran rival el Athletic Club. En la temporada de su debut, Uralde jugó solo 3 partidos con el primer equipo de la Real Sociedad. La temporada siguiente, la de 1980-1981, Uralde formó parte activa de la plantilla, disputando 29 partidos de Liga, marcando 7 goles y obteniendo con el equipo realista el primer título de Liga de su historia. En la siguiente temporada revalidó el título liguero, siendo el máximo goleador del equipo con catorce tantos. Así pues, Uralde formó parte del equipo que ganó dos títulos consecutivos de Liga, una Supercopa de España y logró un puesto de semifinalista en la Copa de Europa de 1983. Tras esos años dorados, la Real Sociedad se asentó en las siguientes temporadas en puestos más modestos de la clasificación (6º y 7º), en los que Uralde promedió unos diez tantos ligueros.
En verano de 1986, Uralde protagonizó un sonoro fichaje al abandonar la Real Sociedad y firmar por el Atlético de Madrid. Se había abolido en España, recientemente, el derecho de retención por el que un club en el que se había formado un futbolista tenía derecho a retener a sus futbolistas. Los clubes de fútbol habían acordado en un pacto de caballeros mantener ese derecho, pero esa temporada el Atlético de Madrid rompió ese pacto tácito fichando a Uralde y a otros jugadores como Julio Salinas y Elduayen.
La estancia de Uralde en el Atlético de Madrid fue corta y no muy exitosa, ya que no cumplió las expectativas que había creado su fichaje. Uralde solo marcó 8 goles esa temporada, que a nivel de club fue discreta. El Atlético de Madrid quedó fuera de la lucha por el título (acabó la temporada en una discreta séptima posición). En la Copa la campaña fue buena, ya que el club alcanzó la final, pero fue precisamente el exequipo de Uralde, la Real Sociedad la que evitó, por penaltis, que los colchoneros se llevaran el título. Al final de esa temporada, Jesús Gil se hizo con la presidencia del club y Uralde, que no entraba en sus planes de futuro, fue traspasado al Athletic Club a cambio de Andoni Goikoetxea. Además, el club bilbaíno recibió 75 millones de pesetas.
En la temporada 1987-1988 obtuvo los mejores números de su carrera. Titular indiscutible, jugó todos los partidos de la temporada, es el jugador que más minutos participó con el Athletic y con 15 goles, se convirtió en el máximo goleador del equipo. El Athletic realizó una meritoria campaña y, con su cuarto puesto, obtuvo la clasificación para la Copa de la UEFA. La temporada siguiente sus registros siguieron siendo buenos, con 13 goles, aunque el Athletic obtuvo una peor clasificación (7º). Sin embargo, en la temporada 1989-90,  perdió la titularidad y acabó la temporada con seis goles. 
Con 32 años de edad, Uralde, finalizó su etapa en el Athletic y fichó por el Deportivo de la Coruña, por aquel entonces en la Segunda división. En su primera campaña (1990-91) logró un histórico ascenso a Primera División, siendo el máximo goleador con quince tantos. En la temporada 1991-92 ayudó, con su veteranía, a que el Deportivo lograse in-extremis mantenerse en la primera división. Acabó la temporada con ocho goles en Liga, retirándose al final de la misma.
Después de su retirada, ha trabajado como intermediario y representante de futbolistas.

## Selección nacional
Uralde fue internacional con la selección española en tres ocasiones. Su debut se produjo, el 28 de abril de 1982, en el partido España 2 - 0 Suiza, amistoso preparatorio para el Mundial de España 1982. Formó parte de la convocatoria de la selección española para dicho Mundial, donde llegó a jugar su segundo partido como internacional. Su tercer y último partido como internacional fue, el 15 de octubre de 1986, frente a Alemania.
Uralde también participó en dos partidos amistosos de la selección de Euskadi, con la que marcó 2 goles.

### Participaciones en Copas del Mundo
| Mundial                        | Sede   | Resultado     |
| ------------------------------ | ------ | ------------- |
| Copa Mundial de Fútbol de 1982 | España | Segunda Ronda |

## Clubes
| Club                   | País   | Año         |
| ---------------------- | ------ | ----------- |
| Aurrera de Vitoria     | España |             |
| Real Sociedad          | España | 1979 - 1986 |
| Atlético de Madrid     | España | 1986 - 1987 |
| Athletic Club          | España | 1987 - 1990 |
| Deportivo de La Coruña | España | 1990 - 1992 |

## Palmarés

### Campeonatos nacionales
| Título                     | Club          | País   | Año         |
| -------------------------- | ------------- | ------ | ----------- |
| Primera División de España | Real Sociedad | España | 1980 - 1981 |
| Primera División de España | Real Sociedad | España | 1981 - 1982 |
| Supercopa de España        | Real Sociedad | España | 1982        |